# Arrondissement de la Flèche
L'arrondissement de la Flèche est une division administrative française, située dans le département de la Sarthe et la région Pays de la Loire.

## Composition

### Composition avant 2015
- canton de Brûlon
- canton de La Chartre-sur-le-Loir [Note 1]
- canton de Château-du-Loir[Note 1]
- canton de la Flèche
- canton du Grand-Lucé[Note 1]
- canton du Lude
- canton de Loué[Note 1]
- canton de Malicorne-sur-Sarthe
- canton de Mayet
- canton de Pontvallain
- canton de Sablé-sur-Sarthe
- canton de la Suze-sur-Sarthe[Note 1]

### Découpage communal depuis 2015
Depuis 2015, le nombre de communes des arrondissements varie chaque année soit du fait du redécoupage cantonal de 2014 qui a conduit à l'ajustement de périmètres de certains arrondissements, soit à la suite de la création de communes nouvelles. Le nombre de communes de l'arrondissement de la Flèche est ainsi de 125 en 2015, 125 en 2016, 119 en 2017 et 118 en 2019.
Au 1er janvier 2024, l'arrondissement groupe les 118 communes suivantes :
1. Amné
2. Arthezé
3. Asnières-sur-Vègre
4. Aubigné-Racan
5. Auvers-le-Hamon
6. Auvers-sous-Montfaucon
7. Avessé
8. Avoise
9. Le Bailleul
10. Bazouges Cré sur Loir
11. Beaumont-Pied-de-Bœuf
12. Beaumont-sur-Dême
13. Bousse
14. Brains-sur-Gée
15. La Bruère-sur-Loir
16. Brûlon
17. Cérans-Foulletourte
18. Chahaignes
19. Chantenay-Villedieu
20. La Chapelle-aux-Choux
21. La Chapelle-d'Aligné
22. La Chartre-sur-le-Loir
23. Chassillé
24. Château-l'Hermitage
25. Chemiré-en-Charnie
26. Chemiré-le-Gaudin
27. Chenu
28. Chevillé
29. Clermont-Créans
30. Coulans-sur-Gée
31. Coulongé
32. Courcelles-la-Forêt
33. Courdemanche
34. Courtillers
35. Crannes-en-Champagne
36. Crosmières
37. Dissay-sous-Courcillon
38. Dureil
39. Épineu-le-Chevreuil
40. Étival-lès-le-Mans
41. Fercé-sur-Sarthe
42. Fillé
43. La Flèche
44. Flée
45. La Fontaine-Saint-Martin
46. Fontenay-sur-Vègre
47. Le Grand-Lucé
48. Guécélard
49. Joué-en-Charnie
50. Juigné-sur-Sarthe
51. Jupilles
52. Lavernat
53. Lhomme
54. Ligron
55. Loir en Vallée
56. Longnes
57. Louailles
58. Loué
59. Louplande
60. Luceau
61. Luché-Pringé
62. Le Lude
63. Maigné
64. Malicorne-sur-Sarthe
65. Mansigné
66. Marçon
67. Mareil-en-Champagne
68. Mareil-sur-Loir
69. Mayet
70. Mézeray
71. Montreuil-le-Henri
72. Montval-sur-Loir
73. Nogent-sur-Loir
74. Notre-Dame-du-Pé
75. Noyen-sur-Sarthe
76. Oizé
77. Parcé-sur-Sarthe
78. Parigné-le-Pôlin
79. Pincé
80. Pirmil
81. Poillé-sur-Vègre
82. Pontvallain
83. Précigné
84. Pruillé-l'Éguillé
85. Requeil
86. Roëzé-sur-Sarthe
87. Sablé-sur-Sarthe
88. Saint-Christophe-en-Champagne
89. Saint-Denis-d'Orques
90. Saint-Georges-de-la-Couée
91. Saint-Germain-d'Arcé
92. Saint-Jean-de-la-Motte
93. Saint-Jean-du-Bois
94. Saint-Ouen-en-Champagne
95. Saint-Pierre-de-Chevillé
96. Saint-Pierre-des-Bois
97. Saint-Pierre-du-Lorouër
98. Saint-Vincent-du-Lorouër
99. Sarcé
100. Savigné-sous-le-Lude
101. Solesmes
102. Souligné-Flacé
103. Souvigné-sur-Sarthe
104. Spay
105. La Suze-sur-Sarthe
106. Tassé
107. Tassillé
108. Thoiré-sur-Dinan
109. Thorée-les-Pins
110. Vaas
111. Vallon-sur-Gée
112. Verneil-le-Chétif
113. Villaines-sous-Lucé
114. Villaines-sous-Malicorne
115. Vion
116. Viré-en-Champagne
117. Voivres-lès-le-Mans
118. Yvré-le-Pôlin

## Démographie
En 2022, l'arrondissement comptait 148 675 habitants.
| 1968    | 1975    | 1982    | 1990    | 1999    | 2006    | 2011    | 2016    | 2021    |
| ------- | ------- | ------- | ------- | ------- | ------- | ------- | ------- | ------- |
| 119 732 | 122 124 | 127 980 | 131 148 | 136 933 | 147 185 | 152 371 | 152 008 | 148 804 |

| 2022    | - | - | - | - | - | - | - | - |
| ------- | - | - | - | - | - | - | - | - |
| 148 675 | - | - | - | - | - | - | - | - |

## Histoire
Le 13 février 2006, l'arrondissement de la Flèche a gagné cinq cantons retirés de l'arrondissement du Mans. Ce redécoupage « rééquilibre les dimensions géographique et démographique de ces arrondissements, consécutivement à l'évolution du département et à la création de structures de coopération intercommunale ; [il] répond ainsi aux besoins de l'aménagement du territoire en prenant en compte la composition des pays, territoires de projet, telle qu'elle apparaît au premier janvier 2006. » 

## Administration
Le sous-préfet est Jean-Michel Porcher.
La secrétaire générale est Gwénaelle Messager.

### Anciens sous-préfets
- Gérard Bougrier : 1982 - 1985.